# ABC prevence
ABC prevence je preventivní program namířený proti šíření viru HIV. Je alternativou k obecné, takzvaně kondomové politice v rozvojových zemích.

## Podstata
„A“ – Abstain. Abstinuj až do manželství.
„B“ – Be faithful. V manželství buď věrná (věrný).
„C“ – Condomise. Pak teprve použij kondom.

## Polemika
- Je možné tuto praxi požadovat v rozvojových zemích plošně?
- Kolik rizikových faktorů nákazy lze tímto vykrýt?
- Je možné očekávat od lidí dodržování těchto pravidel?
- Do jaké míry je toto řešení spolehlivé?

## Nevýhody
- Rizikové faktory jako prostituce, užívání drog, znásilnění není možné tímto způsobem vykrýt.
- Nutnost respektování výše uvedených pravidel.
- Nepopulární řešení.

## Výhody
- Snížení nákladů na prevenci.
- Redukce promiskuity.
- Nezávislost na firmách dodávajících kondomy.
- Přijatelnost pro katolíky a muslimy.
- Nevytváří se umělý dojem bezpečného sexu s kondomem. Riziko nákazy při styku s použitím kondomu sice klesá ale zvyšuje se množství nebezpečných styků a promiskuita. Ta bývá hlavním hráčem v šíření infekce.

## Výsledky
Uvádí se příklad států Thajska, Filipín a Ugandy
V druhé polovině osmdesátých let se státy Thajsko a Filipíny rozhodovaly jakým způsobem řešit šířící se epidemii. Na Filipínách se 135 nakaženými a Thajsku se 112 nakaženými. Thajsko se rozkhodlo bojovat proti nákaze kondomy a Filipíny (v té době s 80% katolíků) preventivním programem ABC. Po více než 20 letech je poměr AIDS a HIV pozitivních 1:90 přičemž na Filipínách žije o třetinu více lidí.
V Ugandě je nyní přibližně 6% HIV pozitivních oproti 20% v roce 1987 kdy program ABC začal.